# Thomas Tallis
Thomas Tallis (c. 1505 - 1585) va ser un músic i compositor anglès renaixentista. Se'n sap poc de la seva vida i es desconeix amb exactitud la data de naixement.
Va ser organista en convents i esglésies des de 1532 i el 1543 va ser cavaller de la Chapel Royal com a organista i compositor. Encara que catòlic, ell va ser un dels primers a escriure himnes en anglès per a l'església anglicana. Durant el regnat de Maria I d'Anglaterra va escriure misses en llatí.
Les seves enèrgiques Lamentacions de Jeremies són considerades com el seu més gran conjunt d'obres; el seu motet de quaranta parts Spem in alium és la seva peça més coneguda. També va escriure 3 misses i prop de 40 motets més. El 1575 a Tallis i al seu alumne William Byrd els va ser atorgada la primera llicència exclusiva per imprimir música a Anglaterra.
Va morir el 23 de novembre de 1585 a Greenwich, Londres.
El 1910, Ralph Vaughan Williams va escriure la Fantasia sobre un tema de Thomas Tallis que fa referència a una melodia basada en aquest compositor.